# 牛头城址
27°54′56″N 115°29′03″E / 27.91556°N 115.48417°E
牛头城址位于中国江西省新干县大洋洲镇牛城村，为商周时期的古城址。1984年被列为县级文物保护单位，1987年被列为省级文物保护单位，2006年被列为第六批全国重点文物保护单位。
1976年在此偶然发现一批青铜器，1977年调查证实牛头城为商周时期的古城址。1982年、1988年、2002年、2006年对其进行了多次调查和发掘，发现牛头城规模非常大，其城墙总长3200米，城内面积38万平方米，内城面积约20万平方米。考古发掘出土了大量石、陶、青铜等材质的器物，其时代为新石器时代至西周，属于吴城文化类型。
1989年在牛头城址西侧的赣江边发现的大洋洲程家遗址，出土了大量商代遗物，据分析其墓主有可能是牛头城的统治者。